# Collegio di Brent West
Brent West è un collegio elettorale inglese situato nella Grande Londra, e rappresentato alla Camera dei Comuni del Parlamento del Regno Unito. Elegge un membro del Parlamento con il sistema first-past-the-post, ossia maggioritario a turno unico; l'attuale parlamentare è Barry Gardiner del Partito Laburista, che rappresenta il collegio dal 2024.

## Estensione
Il collegio è costituito dai seguenti ward situati nel borgo di Brent:
- Alperton, Barnhill, Kenton, Northwick Park, Preston, Sudbury e Wembley Central, che in precedenza erano inclusi in Collegio di Brent North;
- Tokyngton, Wembley Hill e Wembley Park, provenienti da Brent Central.[1]

## Membri del Parlamento
| Elezione | Elezione | Deputato       | Partito   |
| -------- | -------- | -------------- | --------- |
|          | 2024     | Barry Gardiner | Laburista |

## Elezioni

### Elezioni negli anni 2020
| Partito                    | Partito                                      | Candidato                  | Risultati 4 luglio 2024 | Risultati 4 luglio 2024 |
| Partito                    | Partito                                      | Candidato                  | Voti                    | %                       |
| -------------------------- | -------------------------------------------- | -------------------------- | ----------------------- | ----------------------- |
|                            | Laburista                                    | Barry Gardiner             | 17 258                  | 41,71                   |
|                            | Conservatore                                 | Sushil Rapatwar            | 13 465                  | 32,54                   |
|                            | Lib Dem                                      | Paul Lorber                | 3 013                   | 7,28                    |
|                            | Verdi                                        | Baston De'Medici-Jaguar    | 2 805                   | 6,78                    |
|                            | Workers                                      | Nadia Klok                 | 2 774                   | 6,70                    |
|                            | Reform UK                                    | Ian Collier                | 2 061                   | 4,98                    |
|                            |                                              |                            |                         |                         |
| Iscritti                   | Iscritti                                     | Iscritti                   | 79 937                  | 100,00                  |
| ↳ Votanti (% su iscritti)  | ↳ Votanti (% su iscritti)                    | ↳ Votanti (% su iscritti)  | 41 376                  | 51,76                   |
| ↳ Astenuti (% su iscritti) | ↳ Astenuti (% su iscritti)                   | ↳ Astenuti (% su iscritti) | 38 561                  | 48,24                   |
|                            |                                              |                            |                         |                         |
|                            | Esito: collegio a Laburista (nuovo collegio) |                            |                         |                         |